# The Telephone Call
The Telephone Call (tyska: "Der Telefon Anruf") är en låt av Kraftwerk, utgiven som singel i februari 1987. Singeln finns med på albumet Electric Cafe, utgivet den 16 december 1986. Singeln nådde första plats på Dance Club Songs.
Musikvideon i svart-vitt visar var och en av Kraftwerks medlemmar – Ralf Hütter, Florian Schneider, Karl Bartos och Wolfgang Flür – som svarar på ett telefonsamtal.